# Прерия (роман)
«Прерия» (англ. The Prairie; в первом переводе на русский язык — «Американские степи») — роман американского писателя Джеймса Фенимора Купера, опубликованный в 1827 году, третий по времени написания и пятый по хронологии событий из романов о Натти Бампо.

## Сюжет
Действие романа происходит в 1804 году на обширных равнинах к западу от Миссисипи. В числе его главных героев Натти Бампо, к тому моменту 86-летний старик. Похоронив своего друга Великого Змея, Бампо ушёл из населённых мест на запад, в почти безлюдную прерию, и занялся трапперством, но и там он оказался в центре конфликта. С востока прибывает караван переселенцев, семья скваттера Ишмаэла Буша, стремящаяся разбогатеть на новой земле. Один из сыновей Буша погибает, и на Бампо падает подозрение в убийстве. Он находит помощь у капитана Дункана Ункаса Мидлтона (внука героев «Последнего из могикан») и благородного индейца Твёрдое Сердце.
Позже выясняется, что юного Буша убил его дядя. Справедливость торжествует, а престарелый Бампо мирно умирает в окружении друзей.

## Создание и оценки
Купер начал работу над «Прерией» в 1826 году. Он ни разу не бывал к западу от Миссисипи, но получил ценные данные об этом крае от индейцев, приезжавших в Вашингтон для переговоров. Известно, что писатель долго думал над тем, стоит ли делать героем книги Натти Бампо, центрального персонажа двух его романов, имевших огромный успех («Пионеры, или У истоков Саскуиханны» и «Последний из могикан»), но в конце концов решил довести биографию Бампо до логического конца.
Книга была закончена весной 1827 года, когда Купер жил во Франции. В апреле того же года она увидела свет в Лондоне, в мае — в Филадельфии. Американская публика отнеслась к «Прерии» довольно сдержанно (были даже известия о полном провале), зато в Европе роман имел большой успех. В том же году он был переведён на французский язык, в 1829 — на русский.
Один из английских рецензентов романа написал, что «достоинства последнего, как и других произведений писателя, — в их безусловной национальной принадлежности. Их дух, как и их описания, — американские. Они принадлежат к ранней стадии развития литературы, которая однажды превратится в гигантскую… Это первые по-настоящему американские романы…». Современные критики констатируют, что «Прерия» — в большей степени социальный роман, чем другие книги о Натти Бампо. Это «роман нравов», в котором Бампо оказывается трагической фигурой: он видит перед смертью, как его соплеменники уничтожают всё, что было ему дорого, — природу, чистые отношения между людьми, целые племена, прежде жившие в гармонии.
Позже Купер сделал Бампо героем ещё двух романов, «Следопыт» и «Зверобой», действие которых происходит в годы его молодости.

## Экранизации
В 1947 году немецкий режиссёр Франк Висбар, работавший тогда в Голливуде, снял по мотивам романа одноимённый фильм. В 1959 году сообщалось о планах создания новой экранизации, которые остались неосуществлёнными.